# Loutzviller
Loutzviller (deutsch Lutzweiler, lothringisch Luzwiller) ist eine französische Gemeinde mit 152 Einwohnern (Stand 1. Januar 2022) im Département Moselle in der Region Grand Est (bis 2015 Lothringen). Sie gehört zum Arrondissement Sarreguemines und zum Kanton Bitche. Die Einwohner nennen sich auf Französisch Loutzvillerois.

## Geografie
Das kleine Dorf befindet sich in den Nordvogesen gegenüber von Brenschelbach an der Grenze zum Saarpfalz-Kreis an der Straße D 351 von Bitsch nach Zweibrücken. Das Gemeindegebiet ist Teil des Biosphärenreservats Pfälzerwald-Vosges du Nord.

## Geschichte
Eine erste Erwähnung des Dorfes erfolgte in einer Schilderung des Lebens des Heiligen Pirminius, der im nahe gelegenen Kloster Hornbach im Jahr 753 gestorben ist, unter dem Namen Ludo-Villare. Dies soll von einem männlichen Vornamen Ludo hergeleitet sein. Die Grafen von Zweibrücken-Bitsch stellten den Ort im Jahr 1115 unter das Patronat der Abtei Busendorf.
Im Gemeindewappen wird die Ortsgeschichte deutlich: Dreiberg und Kreuz sind die Attribute der Abtei Heiligkreuz in Busendorf, der goldene Rahmen verweist auf die Zugehörigkeit zur Herrschaft Bitsch.
Kirchlich war Loutzviller bis 1802 Pfarrei für die umliegenden Dörfer Rolbing, Breidenbach und Schweyen, heute ist der Pfarrer von Volmunster zuständig.
Politisch gehörte  Loutzviller von 1790 bis 1802 zum nicht mehr bestehenden Kanton Breidenbach, danach von 1802 bis 2015 zum auch nicht mehr bestehenden Kanton Volmunster und seither zum Kanton Bitche. Von 1802 bis 1866 bildete Loutzviller eine Verwaltungsgemeinschaft mit dem Nachbarort Schweyen.

### Bevölkerungsentwicklung
| Jahr      | 1962 | 1968 | 1975 | 1982 | 1990 | 1999 | 2007 | 2019 |
| Einwohner | 211  | 191  | 175  | 168  | 149  | 144  | 159  | 153  |

## Wirtschaft und Fremdenverkehr
An der Loutzviller Mühle, direkt an der Grenze zum Saarland im Tal der Schwalb gelegen, führt der Europäische Mühlenradweg vorbei, der durch die Täler von Hornbach, Schwalb und Bickenalb verläuft.

## Belege
1. ↑  Wappenbeschreibung auf genealogie-lorraine.fr (französisch)